# فهرست فانوس‌های دریایی در جنوبگان
این صفحه حاوی فهرستی از فانوس‌های دریایی در جنوبگان است.

## فانوس‌های دریایی
| نام                                             | تصویر | سال ساخت | موقعیت و مختصات                                                                                  | خصوصیات فانوس    | ارتفاع کانونی     | شمارهٔ ان‌جی‌ای | شمارهٔ دریاسالاری      | برد به مایل دریایی |
| ----------------------------------------------- | ----- | -------- | ------------------------------------------------------------------------------------------------ | ---------------- | ----------------- | ------------ | --------------------- | ------------------ |
| فانوس دریایی اردلی کاو                          |       | ن/م      | ایستگاه ادواردو فری مونتالوا ۶۲°۱۲′۰۲٫۸″ جنوبی ۵۸°۵۷′۳۶٫۶″ غربی / ۶۲٫۲۰۰۷۷۸°جنوبی ۵۸٫۹۶۰۱۶۷°غربی | اف‌ال دبلیو ۵اس.  | ۵ متر (۱۶ فوت)    | ۲۷۲۱         | جی۱۳۸۷٫۹              | ۶                  |
| فانوس دریایی جزیرهٔ اردلی                        |       | ن/م      | جزیرهٔ اردلی ۶۲°۱۲′۳۸٫۰″ جنوبی ۵۸°۵۵′۳۴٫۴″ غربی / ۶۲٫۲۱۰۵۵۶°جنوبی ۵۸٫۹۲۶۲۲۲°غربی                  | اف‌ال دبلیو ۱۰اس. | ۴۵ متر (۱۴۸ فوت)  | ۲۷۲۰         | جی۱۳۸۸                | ۶                  |
| فانوس دریایی جزیرهٔ بل                           |       | ن/م      | تنگه گرلاچه ۶۴°۱۶′۳۰″جنوبی ۶۱°۵۸′۵۶″غربی / ۶۴٫۲۷۴۹۸۰°جنوبی ۶۱٫۹۸۲۳۲۲°غربی                        | اف‌ال دبلیو ۵اس.  | ۵۶ متر (۱۸۴ فوت)  | ۲۷۶۸         | جی۱۳۹۵                | ۶                  |
| فانوس دریایی بوئنوس آیرس                        |       | ن/م      | جزیرهٔ پریوت ۶۴°۵۳′۱۸″جنوبی ۶۳°۵۶′۴۸″غربی / ۶۴٫۸۸۸۳۳۴°جنوبی ۶۳٫۹۴۶۶۷۲°غربی                        | اف‌ال دبلیو ۱۰اس. | ۳۷ متر (۱۲۱ فوت)  | ۲۷۹۲         | جی۱۴۰۰                | ۵                  |
| فانوس دریایی کمارا                              |       | ن/م      | ایستگاه کمارا ۶۲°۱۴′۲۴٫۱″ جنوبی ۵۸°۴۰′۴۳٫۵″ غربی / ۶۲٫۲۴۰۰۲۸°جنوبی ۵۸٫۶۷۸۷۵۰°غربی                | اف‌ال دبلیو ۱۰اس. | ۱۸ متر (۵۹ فوت)   | ۲۷۲۴         | جی۱۳۸۷٫۶              | ۶                  |
| فانوس دریایی کیپ لوید                           |       | ن/م      | کیپ لوید ~۶۱°۰۷′۵۲″جنوبی ۵۴°۰۰′۳۴″غربی / ۶۱٫۱۳۱۲۲۹°جنوبی ۵۴٫۰۰۹۴۷۷°غربی                          | اف‌ال دبلیو ۱۰اس. | ۱۱۳ متر (۳۷۱ فوت) | ۲۷۲۰٫۵       | جی۱۳۸۸٫۲              | ۵                  |
| فانوس دریایی کیپ رنارد                          |       | ن/م      | کیپ رنارد ۶۵°۰۱′۱۱″جنوبی ۶۳°۴۶′۱۴″غربی / ۶۵٫۰۱۹۷۸۴°جنوبی ۶۳٫۷۷۰۵۲۷°غربی                          | اف‌ال دبلیو ۱۰اس. | ۷ متر (۲۳ فوت)    | ۲۷۹۳         | جی۱۴۰۱                | ۵                  |
| فانوس دریایی کالینز پوینت                       |       | ن/م      | کالینز پوینت ۶۲°۵۹′۴۵″جنوبی ۶۰°۳۵′۱۱″غربی / ۶۲٫۹۹۵۸۴۱°جنوبی ۶۰٫۵۸۶۴۹۴°غربی                       | اف‌ال دبلیو ۵اس.  | ۱۰ متر (۳۳ فوت)   | ۲۷۴۵         | جی۱۳۸۲                | ۶                  |
| فانوس دیایی دستاکامنتو                          |       | ن/م      | ایستگاه اورکادس ۶۰°۴۴′۱۱٫۹″ جنوبی ۴۴°۴۴′۱۹٫۷″ غربی / ۶۰٫۷۳۶۶۳۹°جنوبی ۴۴٫۷۳۸۸۰۶°غربی (NGA)        | اف‌ال دبلیو ۳اس.  | ن/م               | ۲۰۳۶۳٫۲      | جی۱۳۷۸٫۵              | ن/م                |
| فانوس دیایی ادواردز پوینت                       |       | ن/م      | جزیرهٔ رابرت ۶۲°۲۷′۳۹٫۲″ جنوبی ۵۹°۳۰′۴۸٫۱″ غربی / ۶۲٫۴۶۰۸۸۹°جنوبی ۵۹٫۵۱۳۳۶۱°غربی                  | اف‌ال دبلیو ۱۰اس. | ۲۵ متر (۸۲ فوت)   | ۲۷۳۲         | جی۱۳۸۶                | ۷                  |
| فانوس دریایی فورت ویلیام                        |       | ن/م      | فورت ویلیام ۶۲°۲۲′۱۳″جنوبی ۵۹°۴۳′۲۳″غربی / ۶۲٫۳۷۰۱۷۵°جنوبی ۵۹٫۷۲۳۰۷۹°غربی                        | اف‌ال دبلیو ۵اس.  | ۱۰ متر (۳۳ فوت)   | ۲۷۳۶         | جی۱۳۸۴                | ۵                  |
| فانوس دریایی گرومیت                             |       | ن/م      | جزیرهٔ دیسپشن ۶۲°۵۸′۴۷″جنوبی ۶۰°۳۹′۴۰″غربی / ۶۲٫۹۷۹۶۹۲°جنوبی ۶۰٫۶۶۱۲۴۶°غربی                       | اف‌ال دبلیو ۸اس.  | ۱۰۴ متر (۳۴۱ فوت) | ۲۷۴۴         | جی۱۳۸۱                | ۵                  |
| فانوس دریایی گراندن راک                         | تصویر | ن/م      | ایستگاه اسپرانزا ۶۳°۲۳′۴۲٫۵″ جنوبی ۵۶°۵۸′۳۲٫۴″ غربی / ۶۳٫۳۹۵۱۳۹°جنوبی ۵۶٫۹۷۵۶۶۷°غربی             | اف‌ال دبلیو ۲اس.  | ۲۶ متر (۸۵ فوت)   | ۲۷۵۶         | جی۱۳۸۹                | ۶                  |
| فانوس دریایی مارتل اینلت                        |       | ۲۰۰۷     | مارتل اینلت ۶۲°۰۵′۰۱٫۸″ جنوبی ۵۸°۲۳′۳۱٫۵″ غربی / ۶۲٫۰۸۳۸۳۳°جنوبی ۵۸٫۳۹۲۰۸۳°غربی                  | ایزو آر ۲اس.     | ۱۴ متر (۴۶ فوت)   | ۲۷۲۹         | جی۱۳۸۷٫۵              | ۱۰                 |
| فانوس دریایی جلویی محدوده پدرو وینسنت مالدونادو |       | ن/م      | ایستگاه مالدونادو ۶۲°۲۶′۴۴″جنوبی ۵۹°۴۴′۱۷″غربی / ۶۲٫۴۴۵۶۹۲°جنوبی ۵۹٫۷۳۷۹۸۸°غربی                  | اف‌ال دبلیو ۴اس.  | ۹ متر (۳۰ فوت)    | ۲۷۳۳         | جی۱۳۸۳٫۵              | ۶                  |
| فانوس دریایی پوینت توماس                        |       | ن/م      | ایستگاه آرکتوفسکی ۶۲°۰۹′۲۸٫۴″ جنوبی ۵۸°۲۷′۵۵٫۹″ غربی / ۶۲٫۱۵۷۸۸۹°جنوبی ۵۸٫۴۶۵۵۲۸°غربی            | اف‌ال دبلیو ۹اس.  | ۱۸ متر (۵۹ فوت)   | ۲۷۲۸         | جی۱۳۸۷٫۴              | ۸                  |
| فانوس دریایی پاتر کاو                           |       | ن/م      | پاتر کاو ۶۲°۱۴′۰۳٫۰″ جنوبی ۵۸°۳۹′۱۷٫۵″ غربی / ۶۲٫۲۳۴۱۶۷°جنوبی ۵۸٫۶۵۴۸۶۱°غربی                     | اف‌ال دبلیو ۷اس.  | ۱۰ متر (۳۳ فوت)   | ۲۷۲۵         | جی۱۳۸۷٫۷              | ن/م                |
| فانوس دریایی پریمرو دو مایو                     |       | ۱۹۴۲     | ایستگاه ملکور ۶۴°۱۸′۵۷٫۱″ جنوبی ۶۲°۵۶′۱۹٫۳″ غربی / ۶۴٫۳۱۵۸۶۱°جنوبی ۶۲٫۹۳۸۶۹۴°غربی                | اف‌ال دبلیو ۸اس.  | ۲۷ متر (۸۹ فوت)   | ---          | ای‌آرال‌اچ‌اس ای‌ان‌سی-۰۰۱ | ن/م                |
| فانوس دریایی پای پوینت                          |       | ن/م      | پای پوینت ۶۴°۵۲′۴۴″جنوبی ۶۳°۳۵′۳۲″غربی / ۶۴٫۸۷۸۷۷۹°جنوبی ۶۳٫۵۹۲۰۹۵°غربی                          | اف‌ال دبلیو ۵اس.  | ۷۱ متر (۲۳۳ فوت)  | ۲۷۸۸         | جی۱۳۹۹٫۴              | ۵                  |
| فانوس دریایی جزیرهٔ ساینی                        |       | ن/م      | جزیرهٔ ساینی ۶۰°۴۲′۲۴٫۳″ جنوبی ۴۵°۳۵′۳۳٫۲″ غربی / ۶۰٫۷۰۶۷۵۰°جنوبی ۴۵٫۵۹۲۵۵۶°غربی                  | اف دبلیو         | ۲۴ متر (۷۹ فوت)   | ۲۰۳۶۲        | جی۱۳۷۵                | ن/م                |
| فانوس دریایی سافیلد پوینت                       |       | ن/م      | سافیلد پوینت ۶۲°۱۱′۱۸٫۷″ جنوبی ۵۸°۵۴′۲۴٫۴″ غربی / ۶۲٫۱۸۸۵۲۸°جنوبی ۵۸٫۹۰۶۷۷۸°غربی                 | اف‌ال دبلیو ۵اس.  | ۵۲ متر (۱۷۱ فوت)  | ۲۷۲۲         | جی۱۳۸۷٫۸              | ۶                  |
| فانوس دریایی سرجیدرو ایکویک                     |       | ن/م      | جزیرهٔ دیسپشن ۶۲°۵۸′۰۹″جنوبی ۶۰°۴۲′۳۳″غربی / ۶۲٫۹۶۹۲۸۷°جنوبی ۶۰٫۷۰۹۲۰۸°غربی                       | اف‌ال دبلیو ۵اس.  | ۱۱۴ متر (۳۷۴ فوت) | ۲۷۴۳         | جی۱۳۸۳                | ۵                  |